# I Got You Dancing
I Got You Dancing – grime’owa kompozycja autorstwa Louise Harman zrealizowana na drugi studyjny album angielskiej raperki Lady Sovereign zatytułowany Jigsaw; jednocześnie inauguracyjny singel promujący ową płytę.

## Pozycje na listach przebojów
Zgodnie z zasadami panującymi na UK Singles Chart, „I Got You Dancing” − jako singel udostępniony wyłącznie przez Internet − nie kwalifikował się, by pojawić się w notowaniu. Utwór nie był także zestawiony na żadnej innej liście przebojów.